# Conhidrina
Conhidrina es un alcaloide venenoso encontrado en la cicuta ( Conium maculatum ) en pequeñas cantidades.

## Propiedades
Este alcaloide oxigenado se aisló por Wertheim de C. maculatum. Se cristaliza en sales incoloras, tiene un olor como coniina, puede ser sublimado, y es fuertemente básico. Se cristaliza fácilmente a partir de éter. Las sales son cristalinas; en pequeños rombos o prismas, pf. 133 °C; el benzoilo mp derivado. 132 °C. 

## Constitución
En la oxidación con ácido crómico, Conhidrina produce L-ácido piperidil-2-carboxílico. Se convierte en L -coniine ya sea por reducción del derivado de yodo-(iodoconiine), C8H16IN, formado por la acción de ácido yodhídrico y fósforo a 180 °C o por hidrogenación de la mezcla de coniceines producido, cuando se deshidrata por pentóxido de fósforo en tolueno.